# هازجة أساسية
الهازجة الأساسية (الإسم العلمي:Protonotaria citrea)، هو أحد أنواع فصيلة هوازج العالم الجديد، وهو النوع الوحيد الذي يتبع جنس بروتونوتاريا (Protonotaria). يستوطن شرق أونتاريو وشرق الولايات المتحدة وبعض أجزاء أمريكا الوسطى وأمريكا الجنوبية.

## معرض صور

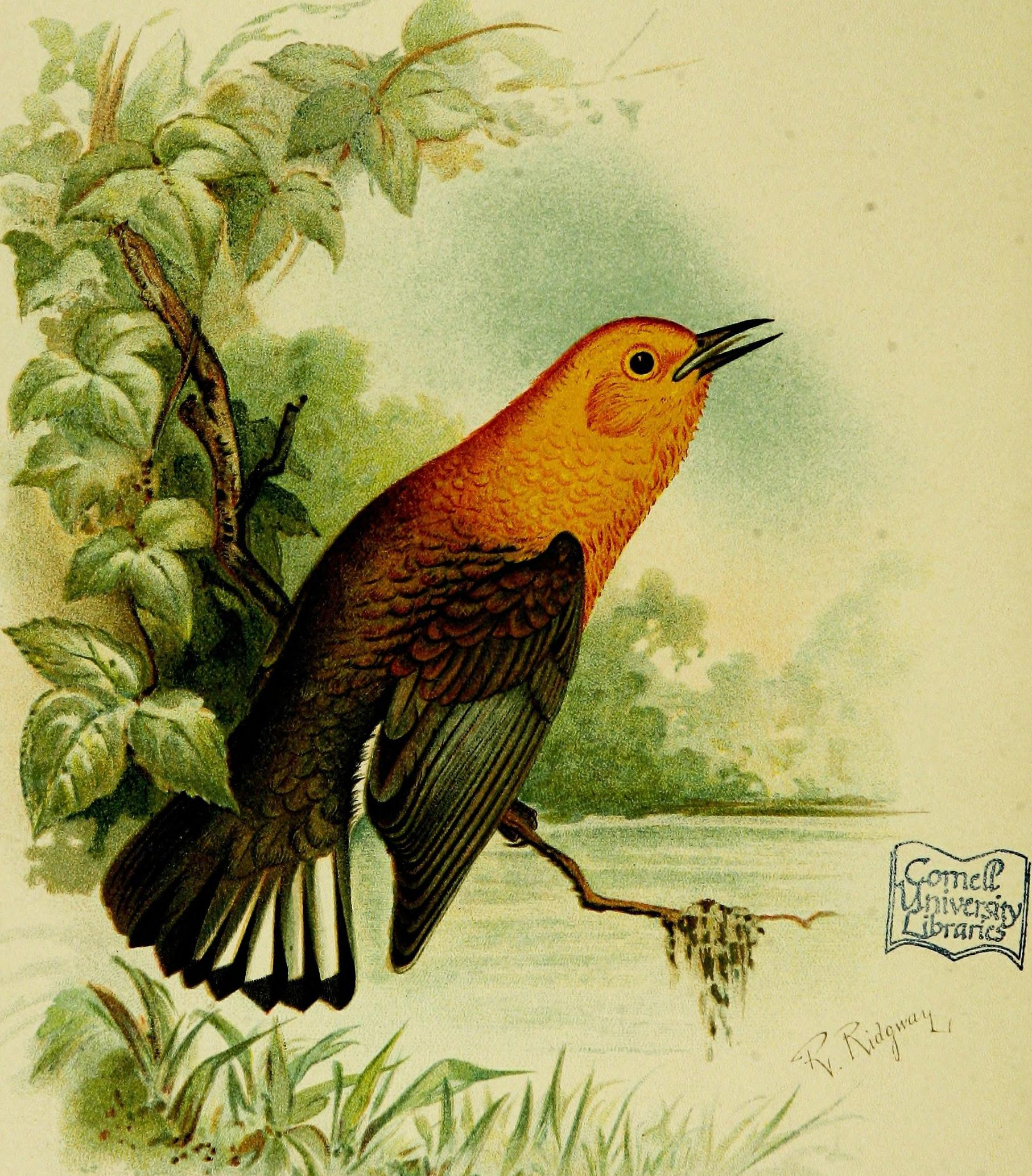
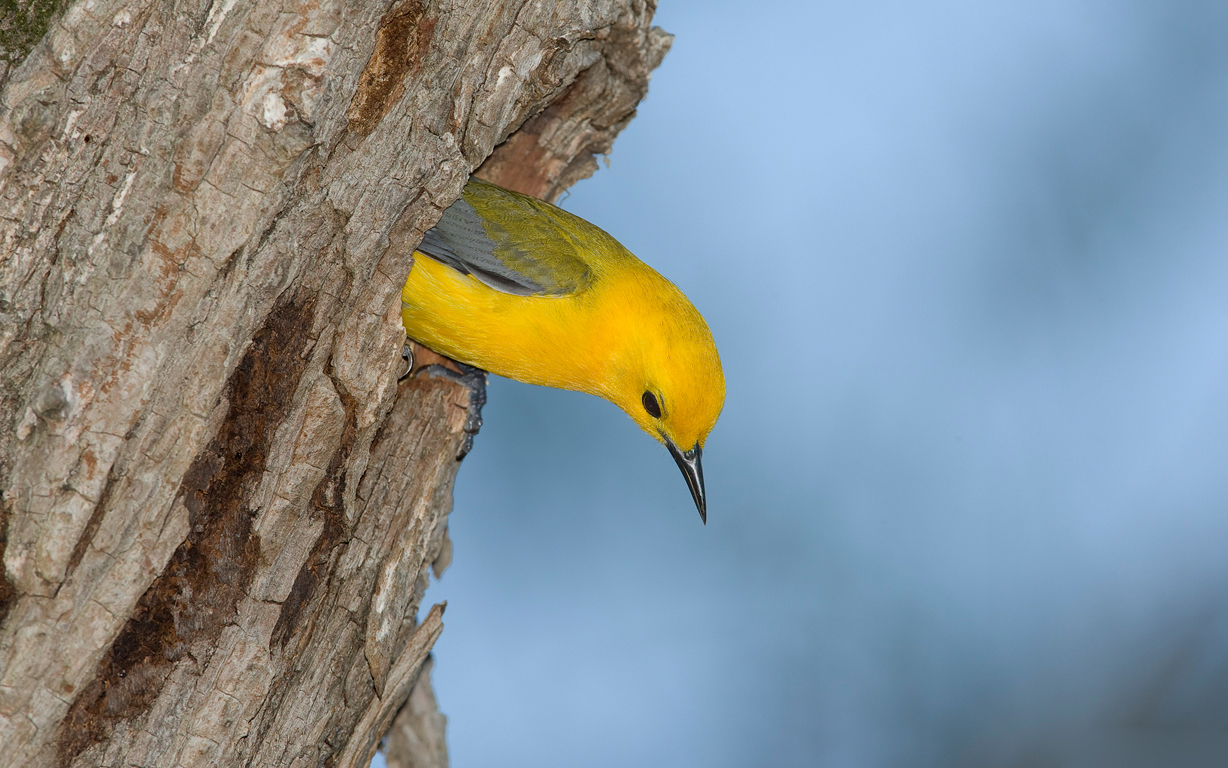
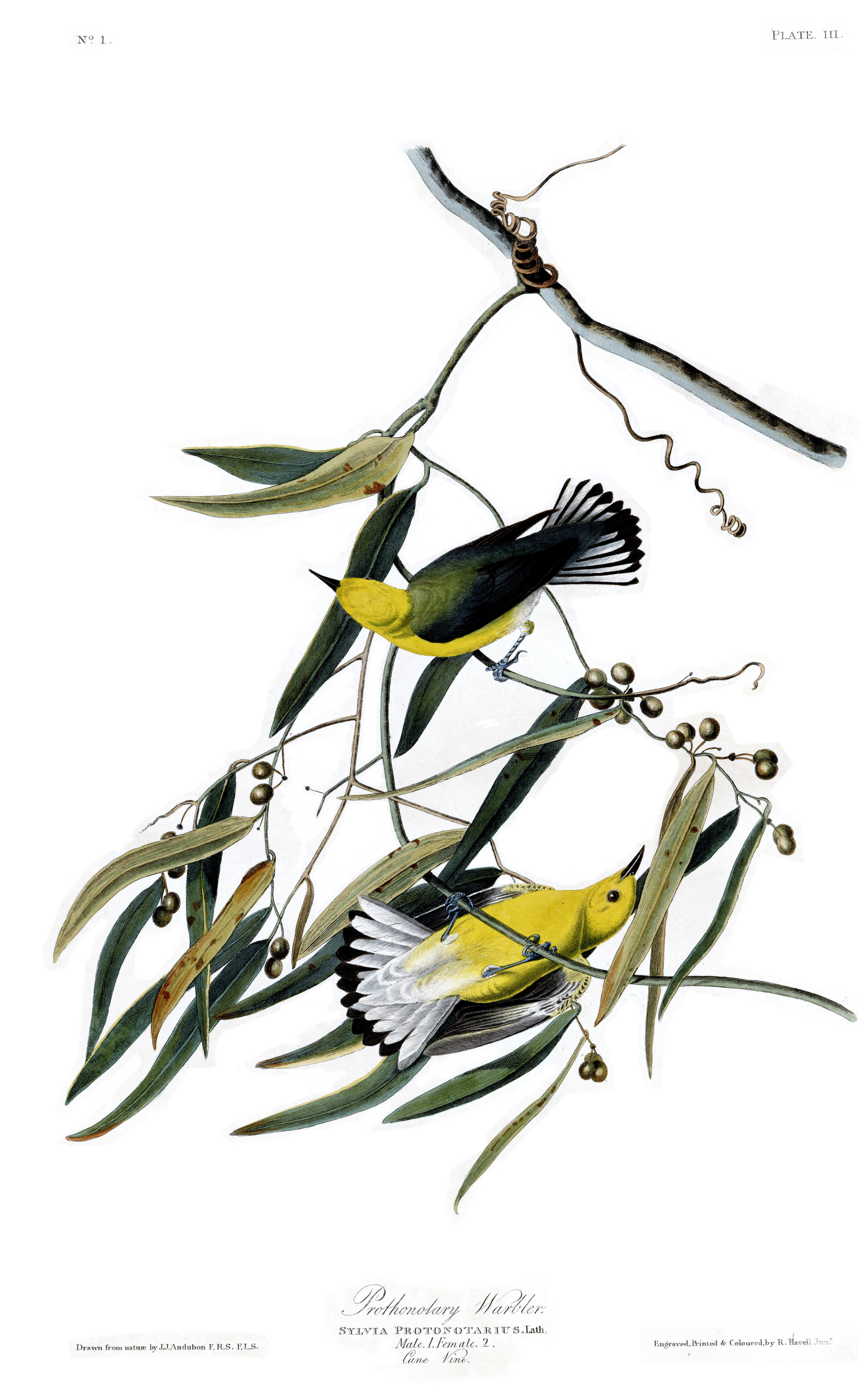